# Eduardo López-Chávarri
Eduardo López-Chavarri Marco (Valencia, 29 de enero de 1871-Valencia, 28 de octubre de 1970) fue un compositor, escritor y musicólogo español, pionero del modernismo en España. 

## Biografía
López-Chavarri nació en el número 2 de la calle de Colón, en Valencia. Tras cursar el bachillerato, estudió Derecho en la Universidad de Valencia. Su vocación procede del ambiente familiar, en el que su padre, melómano, inculcó la afición musical a sus hijos. Empezó sus estudios musicales en Valencia, de la mano de Francisco Antich y posteriormente en Barcelona con Felipe Pedrell. Después perfeccionó sus estudios en Alemania, con Salomon Jadassohn, y en Italia y Francia. Alternó los estudios musicales con los estudios de Derecho, obteniendo la licenciatura. Posteriormente en 1900, se doctoró por la Universidad Central de Madrid. Entre los años 1896 y 1908 ejerció de fiscal sustituto de la Audiencia de Valencia. También estudió dibujo en la Escuela Superior de Bellas Artes de San Carlos, destacando como un buen dibujante. 
Se vio influido por la corriente modernista, estableciendo amistad con los líderes del movimiento en Madrid y Barcelona, como Apeles Mestres y Santiago Rusiñol. Impulsó igualmente, junto a otros alumnos de Pedrell, el nacionalismo musical en España. El músico se quejaba de que durante el siglo XIX, se había buscado en España exclusivamente la técnica francesa-italiana, con algunas influencias alemanas. También se relacionó con Joaquín Mir, Enric Morera y Lluís Millet.
Su actividad en sus noventa y nueve años de vida es la de un erudito: hizo trabajos como periodista en el diario Las Provincias, hizo traducciones —destacando biografías de compositores como por ejemplo Beethoven, César Franck y Paul Dukas—, escribió obras de teoría de la estética y teoría musical y de creación literaria, tanto en valenciano como en español y, finalmente, se dedicó a la composición. Se ha destacado su importante preparación cultural y el contacto continuo que mantuvo con las nuevas corrientes estéticas europeos a lo largo de toda su vida. 
En 1910 ganó la cátedra de Estética e Historia de la Música del Conservatorio de Valencia. 
Compuso obras para piano, orquesta, música de cámara y para el teatro, en las que a menudo utiliza los temas populares valencianos. En este sentido, hace falta destacar su interés por el folkclore, que le impulsó a realizar varios viajes por las comarcas valencianas con el objetivo de recopilar y transcribir los cantos populares. Destaca también su tarea en la recuperación y restauración del patrimonio musical ligado a la fiesta del Corpus Christi de Valencia: en 1949 restauró la danza de la Moma, y diez años después concluyó la restauración de los Misterios del Corpus. 
Se casó con la soprano Carmen Andújar, con la cual realizó una importante gira de conciertos por el Reino Unido. Es padre del también compositor y periodista Eduardo López-Chávarri Andújar. 
En 1996 la Generalidad Valenciana adquirió su biblioteca, compuesta de 3500 volúmenes, entre los que destaca una importante colección de obras musicológicas, y más de 4500 partituras, depostada en la Biblioteca Valenciana.

## Distinciones
- Miembro de Honor de la Facultad de Artes de Londres.
- Académico de la Real Academia de Bellas Artes de San Carlos, de Valencia.
- Académico de la Real Academia de Bellas Artes de San Fernando, de Madrid.
- Académico de la Real Academia de Ciencias, Bellas Letras y Nobles Artes de Córdoba.
- Académico de la Academia de Buenas Letras de Barcelona.
- Cruz de Alfonso X El Sabio
- Miembro de Honor del Consejo Superior de Investigaciones Científicas.
- Medalla de Oro del Círculo de Bellas Artes de Valencia.
- Cruz Roja del Mérito Militar en Campaña, 1909.

## Obra musical destacada

### Música para orquesta
- 1910 Acuarelas Valencianas, para piano y orquesta
  1. Canción
  2. Estival
  3. Danza
- 1911-1912 Antiguos Abanicos, suite
- 1916 De l’horta i de la montanya, para spreker y orquesta
- 1922 Rapsodia de Pascua, para piano y orquesta
- 1928 Concierto para piano y cuerda
  1. Allegro non tropo
  2. Les barraques de Bonrepòs (andante tranquilo)
  3. Finale (popular) Allegro vivace
- 1929 Proses de viatge, para spreker y orquesta
- 1933 Tres impresiones
- 1941 Concierto Hispánico, para piano y orquesta
- 1943 Concierto Breve, para piano y orquesta
- 1949 Dos improvisata
- Concierto, para arpa y orquesta
- Fantasia
- Sinfonía Hispánica

### Música para banda
- 1909 Valencianas
  1. En la muntanya
  2. Festa - Dansa d'Albaida
  3. Interior - Lo ball dels nanos
- Danza de concierto

### Música religiosa
- 1940 Misa Bernarda
- Himno de Epifanía
- Ofrena,[4] que se interpreta en la Festividad de la Virgen de los Desamparados en Valencia

### Obras líricas
- 1907 Terra d'Horta, ilustraciones musicales en un acto, sobre libreto de Juan Bautista Pont

### Música para coro
- 1907 Cuentos lírics, para voz, coro y orquesta
- 1909 Llegenda, sinfónico coral sobre texto de Teodoro Llorente Olivares, estrenada con ocasión de la Exposición Regional Valenciana de 1909, para coro y orquesta
  1. heroísmo
  2. muerte
  3. gloria
- 1938 El Cantar de la Guerra
- Madrigal
- Rondel

### Música vocal
- Dos canciones españolas, para soprano y piano
  1. Picaresca
  2. Serranilla gentil

### Música de Cámara
- Andaluza
- Sonata II para violín
  1. Moderato
  2. Andante moderato
  3. Allegro vivace
- Villanesca, para violoncello y piano

### Música para piano
- 1913 Cuentos y fantasías
  1. El viejo castillo moro
- 1943 Danza de Albaida
- Danza de la alegría
- Danza de las Cecilias
- Leyenda del castillo moro
- Sonata Levantina
- Tres Impresiones
- Rincón de Mallorca

### Música para guitarra
- Intermezzo
- Preludios a Valencia
- Pujol 1218
- VII Piezas para Guitarra

### Música para arpa
1. Leyenda
2. Minueto
3. Episodios

## Obra literaria destacada
- El Anillo del Nibelungo / Tetralogia de Richard Wagner, estudio sobre esta obra, Madrid (1902)
- Vademecum Musical, Valencia (1906)
- Les Escoles Populars de Música, Barcelona (1906)
- Contes lírics, (1907)
- Historia de la Música, Barcelona (1914-16)
- De l'horta i de la muntanya, (1916)
- Música popular española, (1927)
- Proses de viatge, (1929)
- Compendio de Historia de la Música, Madrid (1930)
- Nociones de Estética de la Música, Madrid (1930)
- Chopin, Valencia (1950)
- Los Misterios del Corpus de Valencia, Valencia (1956)
- De terres d'Àfrica, inédita
- De terres del Mogreb, inédita
- L'anhel d'Itàlia, inédita